# Rodenborchweg
De Rodenborchweg is een straat in Rosmalen. De straat is een ontsluitingsroute voor het centrum van Rosmalen, maar ook voor De Overlaet en de Hondsberg.
De weg loopt vanaf de Markt in Rosmalen tot aan de rotonde met de Laaghemaal. In het zuidelijke verlengde van de weg ligt de Deken van Roestellaan, die naar afslag Maliskamp voor de A59 voert, en verder naar Maliskamp. Aan de oostzijde van de weg, gescheiden door een middenberm, loopt een fietspad met tweerichtingsverkeer.
De kruising met de Schoolstraat is thans een rotonde, maar tot 1990 een gelijkvloerse kruising, waar rechts voorrang had. Hierdoor ontstond er zo nu en dan een file op de Rodenborchweg. De voormalige gemeente Rosmalen besloot daarom er een rotonde van te maken.
In mei 2007 is het gedeelte tussen de oude Vlietdijk en de Oosteinderweg opgebroken. De Rodenborchweg vervolgt nu de route parallel aan de oude Vlietdijk tot aan de rotonde.
Het gedeelte vanaf de rotonde vanaf de Laaghemaal en de Empelse weg heette voorheen ook Rodenborchweg. Thans is dit de Laaghemaal. Het gedeelte tussen de Empelse Weg en het viaduct over de A2 heette tot 2006 ook Rodenborchweg. Thans heet dat gedeelte Bruistensingel. Op de rotonde met de Vlietdijk en de Laaghemaal staat het kunstwerk De Vlinderpoort. Dit kunstwerk stond voorheen op de kruising met de Oosteinderweg.

## Herkomst van de naam
De naam komt van de voormalige burcht Rodenborch, die in 1485 een klooster werd, waarbij de naam veranderde in Annenborch. De namen van de burcht en dit klooster zijn in verscheidene vormen nog terug te vinden in Rosmalen.